# Beatrix Pfleiderer
Beatrix Pfleiderer (* 29. Juli 1941 in Heilbronn; † 20. August 2011) war eine deutsche Anthropologin, die sich auf Medizinethnologie spezialisiert hatte.

## Leben
Beatrix Pfleiderer war eine Tochter von Herbert Pfleiderer (1912–1982) und seiner Ehefrau Brigitte, geb. Flammer (1919–2010). Sie studierte in München, an der University of Maryland und später in Heidelberg. Dort arbeitete sie später als Dozentin an einem europäischen Ableger der University of Maryland. In den 1980er Jahren hatte sie eine C2-Stelle für den Themenbereich Südasien und Sozialisationsforschung am Hamburger Institut für Völkerkunde inne. Diese Stelle hatte sie aufgrund früherer Publikationen erreicht, ohne eine Habilitationsschrift vorzulegen. Später hatte sie einen Lehrauftrag für Medizinanthropologie am Institut für transkulturelle Gesundheitswissenschaften in der Europa-Universität Viadrina in Frankfurt (Oder). Von 1989 bis 1991 war sie Gastprofessorin an der University of Hawai'i. Danach wollte sie nicht mehr nach Hamburg zurückkehren und baute ab 1992 auf Hawaii die La'akea Gardens auf, eine Ausbildungsfarm für Permakultur. Dazu verwendete sie ihr Erbe; ihr Vater war unter anderem Geschäftsführender Gesellschafter und späterer Leiter des holzverarbeitenden Unternehmens G. A. Pfleiderer in Neumarkt in der Oberpfalz gewesen.
In erster Ehe war Beatrix Pfleiderer mit dem Arzt Wolfgang Becker verheiratet, in zweiter Ehe mit dem Indologen Lothar Lutze.